# Guimand
Der Guimand ist ein Fluss in Frankreich, der im Département Drôme in der Region Auvergne-Rhône-Alpes verläuft. Er entspringt im Gemeindegebiet von Saint-Vincent-la-Commanderie, entwässert im Oberlauf in westlicher Richtung, schwenkt dann nach Südwest bis Süd, passiert im Osten den Großraum von Valence beim Flughafen Aeroport de Valence-Chabeuil und mündet nach insgesamt rund 24 Kilometern im Gemeindegebiet von Beaumont-lès-Valence als rechter Nebenfluss in die Véore. Im Gemeindegebiet von Montélier quert der Guimand den Bewässerungskanal Canal de la Bourne und wird bei entsprechender Wasserführung auch zu seiner Dotierung herangezogen.

## Orte am Fluss
- Saint-Vincent-la-Commanderie
- Charpey
- Malissard